# Jüdischer Friedhof (Brandoberndorf)
Der Jüdische Friedhof Brandoberndorf, in Brandoberndorf in der Gemeinde Waldsolms im mittelhessischen Lahn-Dill-Kreis in Hessen, befindet sich in der südlichen Ortslage, nicht weit entfernt vom örtlichen Bahnhof, in der Mitte der Straße Alter Berg zwischen den Hausnummern 3 und 5.
Neben der örtlichen jüdischen Gemeinde, nutzten die jüdischen Gemeinden aus Ebersgöns und Oberkleen den jüdischen Friedhof in Brandoberndorf als Begräbnisstätte. Die Verstorbenen aus Ebergöns und Oberkleen wurden jedoch auf dem sich ehemals südlich anschließenden Areal, welches heute nicht mehr Bestandteil des Friedhofs ist, beigesetzt. 
Der heutige Friedhof besteht aus einer langgestreckten, rechteckigen Fläche und liegt auf einem ungünstigen Hanggelände, dass mit Büschen und Bäumen eingewachsen ist. Es sind vier einfache Grabsteine mit deutschen und hebräischen Inschriften erhalten geblieben. Der jüngste dieser Grabsteine stammt aus den frühen 1930er Jahren.
Die Friedhofsfläche umfasst 22,86 ar und ist im Denkmalverzeichnis des Landesamts für Denkmalpflege Hessen als Kulturdenkmal aus geschichtlichen Gründen eingetragen.